# Andrzej Saramonowicz
Andrzej Bogdan Saramonowicz (ur. 23 lutego 1965 w Warszawie) – polski scenarzysta, reżyser, producent, dziennikarz, pisarz i dramaturg. Twórca popularnych komedii – Testosteron (filmowa wersja spektaklu), Lejdis i Idealny facet dla mojej dziewczyny, które obejrzało w sumie 4,6 miliona osób. Członek zarządu Gildii Reżyserów Polskich

## Życiorys
Jest absolwentem XXII Liceum Ogólnokształcące im. Jose Marti w Warszawie. Studiował historię na Uniwersytecie Warszawskim. Absolwent Mistrzowskiej Szkoły Reżyserii Filmowej Andrzeja Wajdy (2003). Pracował jako redaktor, dziennikarz i recenzent filmowy w „Gazecie Wyborczej”, „Przekroju” i „Vivie” oraz jako redaktor w Telewizji Polskiej.
Sztuka teatralna jego autorstwa Testosteron była m.in. 8 lat w repertuarze Teatru Montownia i grana jest na wielu scenach w Polsce i za granicą. Testosteron miał swoje premiery na deskach teatrów na Słowacji, w Bułgarii, Czechach, Estonii i Turcji. Stambulska inscenizacja tego spektaklu uznana została za komediowe wydarzenie tureckiego sezonu teatralnego.
Karierę filmową rozpoczął od komedii Pół serio, którą stworzył ze scenek napisanych wcześniej do programu kulturalnego pod tym samym tytułem. Pół serio, zrealizowane przez trójkę przyjaciół: scenarzystę Andrzeja Saramonowicza, reżysera Tomasza Koneckiego i autora zdjęć Tomasza Madejskiego, było pozytywnym zaskoczeniem XXV Festiwalu Polskich Filmów Fabularnych w Gdyni (2000). Jedna z nagród przyznanych temu filmowi – Nagroda Specjalna Jury za Scenariusz – trafiła w ręce Andrzeja Saramonowicza.
Kolejnym etapem był film Ciało, do którego napisał scenariusz i który współreżyserował. Tytuł ten został uznany w plebiscycie „Złote Kaczki”, organizowanym przez miesięcznik „Film”, za najlepszą polską produkcję 2003.
Komedia Testosteron (adaptacja teatralna przeboju jego autorstwa) zdobyła Bursztynowe Lwy za największy sukces frekwencyjny (1,4 mln widzów) na XXXII FPFF Gdynia 2007. Jednocześnie był to pierwszy film wyprodukowany przez firmę Van Worden, której Andrzej Saramonowicz był jednym z założycieli.
Sukcesem okazał się także Lejdis, do którego Andrzej Saramonowicz napisał scenariusz i był producentem, i stał się jedną z najbardziej popularnych polskich komedii wyprodukowanych po 1989 roku (2,5 mln widzów).
Kolejną produkcją był Idealny facet dla mojej dziewczyny (scenarzysta, producent). Film obejrzało blisko 700 tys. widzów.
W 2009 Saramonowicz i jego firma San Graal podpisali wieloletnią umowę z Warner Bros., dotyczącą współpracy przy produkcji i dystrybucji filmów. Pierwszym efektem tej współpracy była komedia Jak się pozbyć cellulitu, która trafiła do kin 4 lutego 2011.

## Życie prywatne
Jego żoną jest Małgorzata Saramonowicz – pisarka i dziennikarka. Mają dwie córki: Konstancję i Rozalię.
Deklaruje się jako ateista. W maju 2002 na łamach tygodnika „Przekrój” ujawnił, że połowie lat 70. XX wieku jako 10-letni chłopiec był molestowany seksualnie przez księdza Olgierda Nassalskiego, marianina, proboszcza Parafii Matki Bożej Królowej Polski w Warszawie.

## Filmografia

### reżyser
- Ciało (2003)
- Testosteron (2007)
- Jak się pozbyć cellulitu (2011)
- Bejbis (2022)

### scenarzysta
- Rodziców nie ma w domu (1997–1998)
- 13 posterunek (1998)
- Pół serio (2000)
- Ciało (2003)
- Tango z aniołem (2005–2006)
- Testosteron (2007)
- Lejdis (2007)
- Idealny facet dla mojej dziewczyny (2009)
- Jak się pozbyć cellulitu (2011)
- Bejbis (2022)

### aktor
- Opowieści weekendowe (1997) jako dziennikarz
- Ciało (2003) jako aresztowany przed komisariatem
- Idealny facet dla mojej dziewczyny (2009) jako mężczyzna na castingu do filmu oraz krytyk teatralny

### producent filmowy
- Lejdis (2007)
- Idealny facet dla mojej dziewczyny (2009)
- Jak się pozbyć cellulitu (2011)

## Nagrody i nominacje
| Rok  | Nagroda                                                      | Kategoria                             | Film                               | Rezultat  |
| ---- | ------------------------------------------------------------ | ------------------------------------- | ---------------------------------- | --------- |
| 2000 | Nagroda Specjalna Jury Festiwalu Polskich Filmów Fabularnych | –                                     | Pół serio                          | Wygrana   |
| 2003 | Złoty Lew                                                    | –                                     | Ciało                              | Nominacja |
| 2004 | Złota Kaczka                                                 | Najlepszy film polski                 | Ciało                              | Wygrana   |
| 2007 | Złoty Lew                                                    | –                                     | Testosteron                        | Nominacja |
| 2009 | Słoń                                                         | –                                     | Testosteron                        | Nominacja |
| 2009 | Złota Kaczka                                                 | Najlepszy scenariusz sezonu 2008/2009 | Idealny facet dla mojej dziewczyny | Nominacja |
| 2011 | Złota Kaczka                                                 | Najlepszy film                        | Jak się pozbyć cellulitu           | Nominacja |
| 2011 | Złota Kaczka                                                 | Najlepszy scenariusz                  | Jak się pozbyć cellulitu           | Nominacja |
| 2012 | Wąż                                                          | Najgorszy scenariusz                  | Jak się pozbyć cellulitu           | Nominacja |